# کرم نواری آسیایی
کرم نواری آسیایی (نام علمی: Taenia asiatica) نام یک گونه از سرده کرم کدو است.